# 埃尔布斯科
埃尔布斯科（義大利語：Erbusco），是意大利布雷西亚省的一个市镇。总面积16平方公里，人口8540人，人口密度533.8人/平方公里（2009年）。国家统计（ISTAT）代码为017069。